# Адаєвський повіт
Адаєвський повіт (каз. Адай уезі; старою орфографією — اداي ۇيهزٸ) — адміністративно-територіальна одиниця на території сучасних Казахстану, Узбекистану і Туркменістану, що існувала в 1920–1928 роках.
Адаєвський повіт у складі Туркестанської АРСР був утворений 12 червня 1920 року. У жовтні того ж року цей повіт передали до складу Киргизької (від 1925 року — Казакської) АРСР. Одночасно до Адаєвського повіту були приєднані Мангишлакський повіт і 4-а та 5-а Адаєвські волості Красноводського повіту. Перебуваючи у складі Киргизької АРСР Адаєвский повіт мав права губернії й ділився на 25 кочових волостей. Центром повіту призначили форт Олександровський (від 2 вересня до 10 листопада 1924 року мав назву форт Урицький), а від 19 лютого 1925 до 13 травня 1926 року центр тимчасово перенесли в Уїл.
17 січня 1928 року Адаєвський повіт був перетворений на Адаєвський округ Казакської АРСР.

## Географія
За даними перепису населення 1926 року площа повіту становила 287161 км², а за даними Малої радянської енциклопедії — 303 325 км².
Повіт займав Мангишлакський півострів і північне узбережжя затоки Кара-Богаз-Гол. Із заходу його обмивало Каспійське море, з півдня межував з Туркменською РСР, зі сходу — з Кара-Калпакською АТ і мав вихід до Аральського моря, з північного сходу — з Актюбинською губернією, з півночі — з Уральською губернією.
Східну частину території повіту займало пустельне плато Устюрт з висотами до 200 м. На Мангишлацькому півострові розташовувалися гірські кряжі Ак-Тау (заввишки до 300 м) і Кара-Тау (до 500 м). Західна частина повіту лежала на Прикаспійській низовині, де була найнижча точка СРСР — западина Карагіє (абсолютна висота −132 м).
Річок і прісних озер майже не було. Лише на півночі повіту протікали пониззя Емби і Сагиза, що пересихали. Воду населення добувало з колодязів, яких налічувалося до 2000.
Клімат — різко-континентальний. Середня температура січня коливалася від −13 °C на півночі, до +1 °C на півдні; липня — від +25 °C до +29 °C. Середня річна кількість опадів перебувала в межах від 200 мм на північному заході (у районі Емби) до 80 мм на південному сході (Устьюрт). Опади випадали переважно взимку.
Переважали бурі ґрунти. Значну частину території займали солонці, солончаки і піски. За характером рослинності переважна частина території повіту була представлена полинно-солончаковим степом з ділянками пустелі, і лише на крайній півночі був присутній полиновий степ.
На півночі повіту переважала степова фауна, на решті території — пустельна.

## Населення
Станом на 1920 рік в повіті проживало 101,4 тис. осіб. В тому числі казахи — 97,9%, росіяни — 1,7%. На 1925 рік населення повіту становило 135,6 тис. осіб (з них 2 110 осіб проживали в єдиному місті — Уїлі, який в 1927 року був перетворений на село). У повіті, крім одного міста, було 3 615 сільських населених місць. У національному складі переважали казахи — 97,0% і росіяни — 1,5%. На 1920 рік грамотних було 14,7% серед міського населення і 5,0% серед сільського.

## Адміністративний поділ
3 березня 1921 року повіт розділили на 5 районів:
| Район                     | Кочові волості                                                            |
| ------------------------- | ------------------------------------------------------------------------- |
| Адай-Табинський район     | 1-а, 2-а, 3-я, 4-а, 5-а Адаєвські; 1-а, 2-а, 3-я, 4-а, 5-а, 6-а Табинські |
| Александро-Байський район | 1-а, 2-а Мангишлакські; Раїмбердинська; Тюб-Караганська                   |
| Бузачинський район        | 2-а, 3-я Бузачинські; Джаменіївська; 1-а Туркменадаєвська                 |
| Сенек-Сумський район      | 6-а, 7-а, 8-а Адаєвські; Алі-Баїмбетовська                                |
| Усть-Урт-Самський район   | 1-а, 4-а Бузачинські; Келимбердинська; Тайсунганська; Ембо-Сагізька       |

- Всі райони були кочовими й не мали адміністративних центрів.

9 вересня 1922 року райони були скасовані й кочові волості перейшли в пряме підпорядкування повітовій владі. Однак вже 20 березня 1923 року районний поділ ввели знову:
| Район                        | Кочові волості |
| ---------------------------- | --- |
| Адай-Табинський район        | 1-а, 2-а, 3-я Адаєвські; Донгуз-Тау-Акколинська; Саматаєвська; Тайсунган-Сагизька; Улусамська; Чиїлі-Сагизька; Ембо-Сагизька |
| Мангишлак-Бузачинський район | 1-а, 2-а, 3-я, 4-а Бузачинські; Джаменіївська; 1-а, 2-а Мангишлакські; Тюб-Караганська; Раїмбердинська                       |
| Усть-Урт-Каракумський район  | 4-а 6-а, 7-а Адаєвські; Алі-Баїмбетовська; Келимбердинська; 1-а, 2-а Туркменадаєвські                                        |

Але вже 5 липня 1923 року райони знову були скасовані. Після низки перетворень до 27 жовтня 1924 у складі повіту залишилися наступні волості: 1-а, 2-а, 3-я, 4-а, 6-а, 7-а Адаєвські; Алі-Баїмбетовська; 1-а, 2-а, 3-я, 4-а Бузачинські; Донгуз-Тау-Акколинська; Келимбердинська; 1-а, 2-а Мангишлакські; Раїмбердинська; Саматаєвська; Тайсунган-Сагизька; 1-а, 2-а Туркменадаєвські; Улусамська; Чиїлі-Сагизька; Ембо-Сагизька. Від серпня 1923 до січня 1924 Донгуз-Тау-Акколинську і Улусамську волості передавали до складу Актюбинського повіту Актюбинської губернії.
2 жовтня 1925 року до складу Адаєвського повіту з Темірського повіту Актюбинської губернії перейшли Казбекська і Уїльська волості (не кочові). 14 травня 1927 року ці дві волості, а також Ембо-Сагизька волость були об'єднані в Уїльський район у складі Адаєвського повіту. Решта волостей перебували в прямому підпорядкуванні повітової влади.

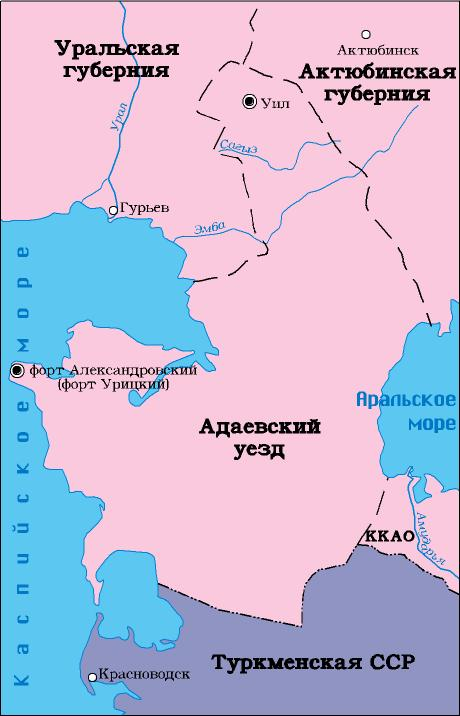
Адаєвський повіт після 1925 року

## Економіка
Населення повіту займалося, переважно, кочовим скотарством. За даними на 1923 рік у повіті було 45 тис. коней, 2 тис. голів великої рогатої худоби, 518 тис. овець, 80 тис. кіз і 84 тис. верблюдів.
У північній, менш посушливій частині повіту, були ділянки рільництва. Вирощували пшеницю (980 тон у 1922 році) і просо (840 тон). Інших культур не було. На Каспійському і Аральському узбережжях займалися рибальством. Більшу частину риби виловлювали в районі півострова Мангишлак (57,3 тони риби та 155,4 тони тюленів у 1922 році).
З промисловості був лише кустарний видобуток самосадної солі (15,9 тис. тон у 1923 році). У Адаєвському повіті були багатющі поклади глауберової солі (Кара-Богаз-Гол), які в той час практично не розроблялися. Повіт вивозив переважно кухонну сіль і продукти скотарства (шкіри, шкури, шерсть тощо) і ввозив хліб, борошно та тканини. Обсяг внутрішньоповітової торгівлі у 1923/24 роках становив 222 тис. рублів, з яких 96% припадало на приватну торгівлю. При цьому переважав натуральний товарообмін. Бюджет повіту в 1923/24 роках мав дохідну частину 159,9 тис. рублів, видаткову — 285,4 тис. рублів. Близько 30% бюджету йшло на потреби освіти.
Залізних і колісних доріг не було. Майже всі перевезення здійснювали по караванних шляхах, на верблюдах. З форту Олександрівського раз на місяць ходив пароплав до Астрахані.